# Neslihan Yeldan
Neslihan Yeldan (ur. 25 lutego 1969 w Stambule) – turecka aktorka

## Życiorys
Karierę rozpoczęła w 1987 roku, dołączając do społeczności aktorów Ortaoyuncular. W 1995 roku ukończyła kierunek związany z teatrem na Uniwersytecie Stambulskim. Pracowała w teatrach takich jak Kent Oyuncuları, Istanbul Folk, Dormen i Duru, a następnie dołączyła do centrum kultury Beşiktaş.
Swoją karierę telewizyjną rozpoczęła w 1993 roku rolą w serialu Yaz Evi. Oprócz występów w licznych produkcjach telewizyjnych i kinowych, zajmowała się również dubbingiem. Przełomem w jej karierze stała się rola Füreyi w filmie Bir Demet Tiyatro.

## Filmografia
- Sen Çal Kapımı jako Aydan Bolat - 2020
- Narzeczona ze Stambułu jako Senem - 2017–2019
- Bizim Hikaye jako Hayat Aslısu - 2018
- Sezon na miłość jako Önem Dinçer - 2014–2015
- Kuzey Güney - 2012–2013
- Kavak Yelleri  jako matka Mine - 2010
- Dürüyenin Güğümleri jako Hakime Handan - 2010–2011
- Peri Masalı jako Pamira - 2008
- Kabuslar Evi: Onlara Dokunmak - 2006
- Sahte Prenses - 2006
- Bir Demet Tiyatro - 2006
- Organize İşler - 2005
- Her şey Yolunda - 2004
- Dişi Kuş - 2004
- Sahra - 2004
- Yuvam Yıkılmasın - 2003
- Şapkadan Babam Çıktı - 2003
- Vaka-i Zaptiye - 2002
- Güneş Yanıkları - 2000
- Kırık Zar - 2000
- Tele Dadı - 1998
- Kaçıklık Diploması - 1998
- Bir Demet Tiyatro - 1997
- Tatlı Kaçıklar - 1996
- Yaz Evi - 1993